# Kom og se paradis
Kom og se paradis er en amerikansk film fra 1990 af Alan Parker.

## Medvirkende
- Dennis Quaid som Jack McGurn / McGann
- Tamlyn Tomita som Lily Yuriko Kawamura / McGann
- Sab Shimono som Hiroshi Kawamura
- Shizuko Hoshi som Mrs. Kawamura
- Darren Cram
- Stan Egi som Charlie Kawamura
- Ronald Yamamoto som Harry Kawamura